# Ciaran McKeown
Pour les articles homonymes, voir McKeown et Ciaran.
Ciaran McKeown (1943-1er septembre 2019) est un militant de la paix nord-irlandais.

## Biographie
Né dans une famille catholique romaine à Londonderry, il sert comme novice dans l'Ordre des Prêcheurs durant sa jeunesse .
Il étudie la philosophie à l'Université Queen's de Belfast et y devient le premier catholique élu au conseil étudiant de l'université. Par la suite, il est aussi élu à la présidence des National Democrats, un groupe affilié aux Parti National Démocratique (en). Devenu président de Union of Students (en) d'Irlande, basé à Dublin, il tente également d'être élu au Dáil Éireann (parlement irlandais) lors des élections de 1969 dans la circonscription de Dublin South-West, mais termine dernier

## Journalisme
Devenu reporter au The Irish Times en 1970 et ensuite au The Irish Press, il est correspondant à Belfast lorsque débutent les troubles en Irlande du Nord. C'est alors qu'il supporte la création du groupe Women of Peace par Betty Williams et Mairead Corrigan en 1976 qui devient par la suite Community of Peace People ou simplement Peace People lorsque le mouvement devient suffisamment connu

## Militant de la paix
Bien qu'il soit de nature calme et réfléchie dans l'organisation, il s'attire certaines animosités en raison de ses critiques des ecclésiastiques ne s'exprimant pas sur les questions sectaires. En 1976, Corrigan et Williams remportent le prix Nobel de la paix, mais McKeown ne fait pas partie des nommés. Cependant, la Fondation Ford accorde une bourse au groupe qui inclut un salaire pour McKeown, lui permettant de devenir rédacteur à plein temps du journal du groupe Peace by Peace et de travailler un an comme éditeur du magazine Fortnight (en) en 1977.
En 1978, McKeown, Corrigan et Williams démissionnent de leurs postes de direction ; néanmoins il demeure éditeur de Peace by Peace. Mais ses articles lui attirent de plus en plus de conflits avec la nouvelle direction du groupe et des soucis financiers contribuent à diminuer le nombre d'adhérents au groupe. De plus, le groupe vient à se déchirer sur l'attitude à adopter face à la demande de statut spécial pour les prisonniers paramilitaires. Le groupe ne parvint pas longuement à supporter le salaire de McKeown qui ne travaillera alors que dans la composition.
En 1984, il publie son autobiographie, The Passion of Peace.